# 音乐家郑律成 (电影)
《音乐家郑律成》是一部1992年放映的朝鲜民主主义人民共和国电影。
朝鲜最高领导人金日成1989年曾说：“郑律成是《朝鲜人民军进行曲》的曲作者。作为作曲家，他作出了巨大的贡献。他同时又是朝鲜人民军协奏团的创始人，以郑律成同志的形象为典型，拍一部电影，将对朝鲜人民是很好的教育”:171-172。此后，朝鲜二八艺术电影制片厂开始摄制以郑律成为原型的大型彩色故事片《音乐家郑律成》。金正日亲自指导了该片的创作，还特派朝鲜人民军“人民奖”作家吴惠英去中国搜集材料创作剧本。1992年，该片历时三年的拍摄后开始在朝鲜各地放映。